# Hurricane (singel Thirty Seconds to Mars)
Hurricane – czwarty singel amerykańskiej grupy Thirty Seconds to Mars z jej trzeciego albumu studyjnego This Is War. Został napisany w Berlinie przez wokalistę grupy Jareda Leto i wydany na singlu 10 stycznia 2011 roku. Produkcją zajął się Jared Leto, Flood i Steve Lilywhite.

## Hurricane 2.0
W maju 2009 roku Kanye West zamieścił zdjęcie z Brandonem Flowersem (wokalista grupy The Killers) i Jaredem Leto i potwierdził, że razem z Leto planują przerobić wersję albumową "Hurricane". Nowa wersja zawierała wokal Kanye'go i znalazła się na reedycji albumu jako "Hurricane 2.0". Do tego utworu nagrano także teledysk, który wywołał kontrowersje.